# Дафні (Аттика)
Дафні (грец. Δάφνη) — муніципалітет у Греції, передмістя Афін. Це найменший із афінських муніципалітетів, без промислових підприємств, проте сполучений із центром Афін червоною лінією метро.

## Спорт
У спортивному комплексі на території муніципалітету виступає баскетбольна команда дивізіону А2 «Дафні» та футбольний клуб «Дафні», у якому свою кар'єру розпочинав Нікос Анастопулос — уродженець Дафні, один з найвідоміших грецьких футболістів, рекордсмен національної збірної за кількістю забитих м'ячів та чотирикратний найкращий бомбардир Грецької Суперліги.